# 诗琳通公主肖像 (绘画)
《诗琳通公主肖像》是四川省南充市蓬安县画家卢霖的水墨画作品，改编自泰国皇家摄影协会会长尼迪功·盖威迁的摄影作品《诗琳通公主肖像》，曾在2015年9月18日于“庆祝中泰建交40周年暨诗琳通公主殿下60寿辰中国书画慈善展”中展出，在该展览的作品集中，该画作放在了首页位置。之后被泰国企业家以200万泰铢收购。

## 内容

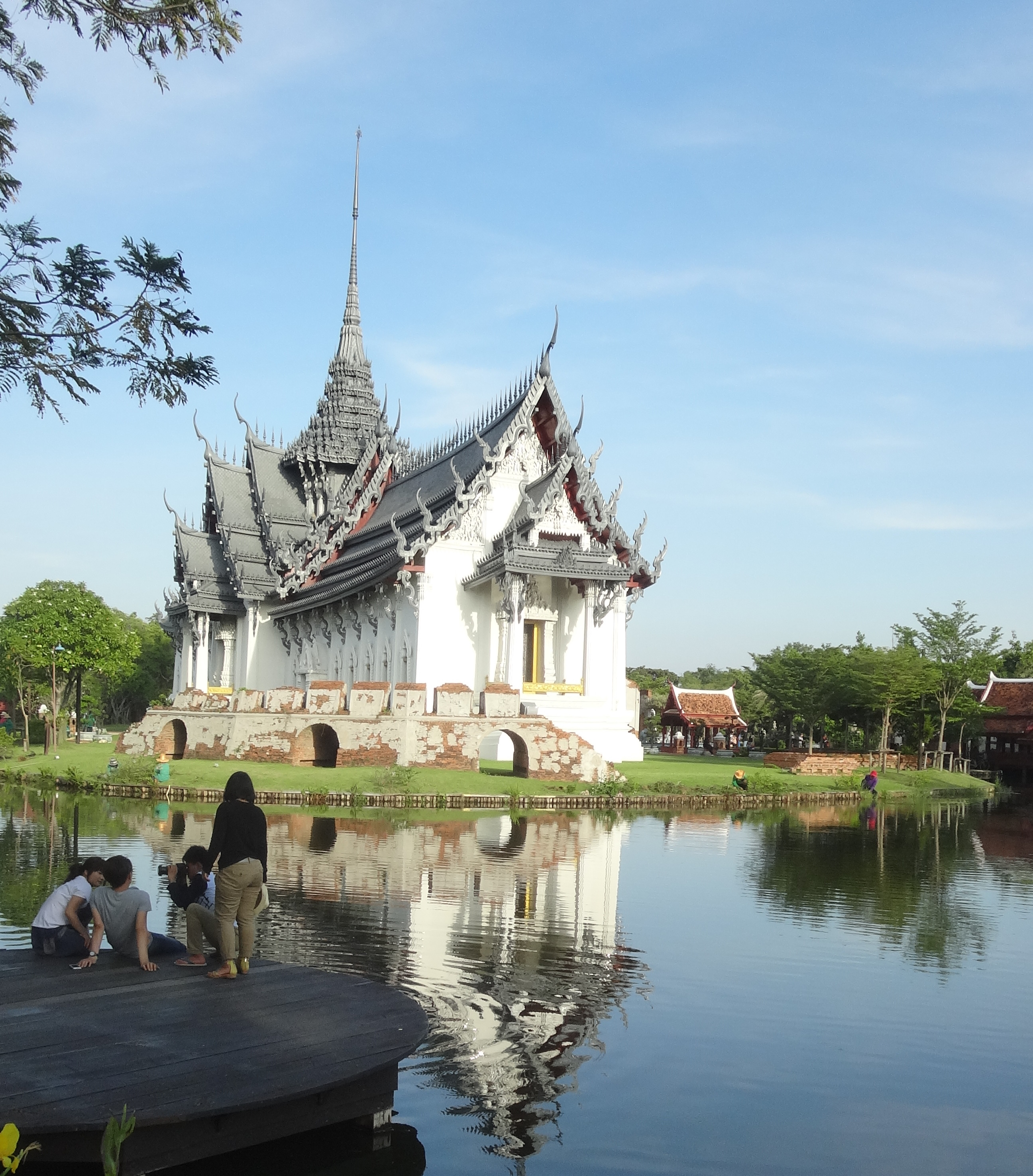
善佩寺巴塞王宫

画中的诗琳通公主为年轻时的模样。黑色短发，上身穿蓝紫色立领窄长袖上衣，披有一条黄色带流苏的披肩，上有花藤、白象和扎克里王朝的标志，斜披金色王家绶带，上面挂有两枚勋章（分别为拉玛九世拉达那蓬勋章和杜沙迪马拉奖章）；下身穿镶金边的紫色泰式传统长裙，脚蹬金色浅口鞋。脖子上佩戴的项链是却克里王室勋章，左手佩戴有一条金手链，无名指上有一枚金戒指，右手似乎是要接触旁边的芭蕉叶，站在湖畔的一棵树下。背景远处为一座以银白色为主的泰式建筑，下部为土黄色，湖中映着倒影。这座建筑的原型是泰国北榄古城的善佩寺巴塞王宫（Sanphet Prasat Palace）。